# عبد الله بن سالم البصري
جمال الدين، عبد الله بن سالم بن محمد بن سالم بن عيسى (1049 هـ / 1134 هـ)، البصري أصلاً، المكي مولداً ومدفناً، الشافعي مذهباً. من العلماء بالحديث.

## مولده ووفاته
ولد عند طلوع الفجر من يوم الأربعاء 4 شعبان بالرؤية، و5 بالحساب سنة 1049 هـ.